# Фаш-Тюмениль (кантон)
Фаш-Тюмениль (фр. Faches-Thumesnil) — кантон во Франции, находится в регионе О-де-Франс, департамент Нор, округ Лилль.

## История
Кантон образован в результате реформы 2015 года. В его состав вошли отдельные коммуны упраздненных кантонов Лилль-Сюд-Эст, Обурден, Секлен-Нор и Секлен-Сюд.

## Состав кантона
В состав кантона входят коммуны (население по данным Национального института статистики за 2017 г.):
- Вандевиль (1 606 чел.)
- Ваттиньи (14 549 чел.)
- Гондекур (4 055 чел.)
- Нуайель-ле-Секлен (873 чел.)
- Обурден (14 936 чел.)
- Секлен (12 414 чел.)
- Тамплемар (3 344 чел.)
- Уплен-Анкуан (3 409 чел.)
- Фаш-Тюмениль (17 835 чел.)
- Шеми (768 чел.)
- Эмрен (3 172 чел.)
- Эррен (421 чел.)

## Политика
На президентских выборах 2022 г. жители кантона отдали в 1-м туре Эмманюэлю Макрону 29,0 % голосов против 25,7 % у Марин Ле Пен и 23,7 % у Жана-Люка Меланшона; во 2-м туре в кантоне победил Макрон, получивший 60,0 % голосов. (2017 год. 1 тур:  Марин Ле Пен – 24,8 %, Эмманюэль Макрон – 22,5 %,  Жан-Люк Меланшон – 21,71 %, Франсуа Фийон – 16,1 %; 2 тур: Макрон – 62,5 %. 2012 год. 1 тур: Франсуа Олланд — 27,8 %, Николя Саркози — 24,8 %, Марин Ле Пен — 20,5 %; 2 тур: Олланд — 52,0 %).
С 2021 года кантон в Совете департамента Нор представляют мэр города Секлен Франсуа-Ксавье Кадар (François-Xavier Cadart) и член совета города Фаш-Тюмениль Фредерика Сель (Frédérique Seels) (оба – Разные правые).
|                | Кандидаты                           | Партия                   | Первый тур | Первый тур     | Второй тур | Второй тур |
| Кол-во голосов | Кандидаты                           | Партия                   | % голосов  | Кол-во голосов | % голосов  |            |
| -------------- | ----------------------------------- | ------------------------ | ---------- | -------------- | ---------- | ---------- |
|                | Франсуа-Ксавье Кадар Фредерика Сель | Разные правые            | 8 218      | 51,35          | 10 802     | 68,09      |
|                | Лоран Додрюи Софи Прюн-Юрюэн        | Левый блок               | 4 193      | 26,20          | 5 063      | 31,91      |
|                | Фредерик Антишан Корин Лефевр       | Национальное объединение | 3 594      | 22,46          |            |            |

|                | Кандидаты                       | Партия                      | Первый тур | Первый тур     | Второй тур | Второй тур |
| Кол-во голосов | Кандидаты                       | Партия                      | % голосов  | Кол-во голосов | % голосов  |            |
| -------------- | ------------------------------- | --------------------------- | ---------- | -------------- | ---------- | ---------- |
|                | Дани Ваттебле Анни Лес          | Правый блок                 | 7 509      | 29,79          | 15 004     | 63,80      |
|                | Венюс Бодешон Жан-Клод Гёль     | Национальный фронт          | 7 840      | 31,10          | 8 513      | 36,20      |
|                | Каролин Манье Дидье Серрюрье    | Социалистическая партия     | 4 843      | 19,21          |            |            |
|                | Кристин Беаг Бернар Дебрё       | Левый фронт                 | 3 116      | 12,36          |            |            |
|                | Янник Броар Франсин Эрбо Доптен | Европа Экология — «Зелёные» | 1 902      | 7,54           |            |            |